# Bambusa oldhamii
El Bambusa oldhamii, Dendrocalamus oldhamii o Sinocalamus oldhamii és un bambú tropical gegant, a Europa les canyes poden arribar a 18 metres d'alçada i 100 milímietres de diàmetre.
Les seves canyes són rectilínies però doblant-se els extrems, reagrupades en mata espessa. La part inferior de les canyes no desenvolupa branques.
Encara que és de clima tropical aquest bambú resisteix bé el fred, fins a -9 °C. Es fa servir com a tanca, mata aïllada i tallavents.